# Río Amaravati
El río Amaravati es un corto río que discurre por el sur de la India, un tributario del río Kaveri. Tiene una longitud, con sus fuentes, de 284 km.
Amaravati es un lugar sagrado en la India.

## Geografía
El río Amaravati nace de la confluencia de los ríos Pambar (31 km) y Chinnar (18 km), en el final del valle Anjanda del estado de Kerala. El río comienza en el estado de Tamil Nadu, casi en la misma frontera entre los estados de Kerala y Tamil Nadu, en el fondo del valle Manjampatti, entre las colinas Annamalai y las colinas Palni, en el Santuario de Vida Silvestre y parque nacional Indira Gandhi. El río desciende en dirección norte, pasando por el embalse Amaravathi y la presa Amaravathi, en Amaravathinagar. Luego se le une su principal afluente, el río Kallapuram, en la desembocadura del valle Ajanda en Udumalaipettai. Él se une Amaravati desagua en el Kaveri en Thirumukkudal, a unos 10 km de Karur.